# Премія НСКУ 2017
4-та церемонія вручення Премії Національної спілки кінематографістів України найкращим українським фільмам 2016 року відбулася 31 травня 2017 року в Будинку кіно в Києві, Україна.
Премію було вручено у 4-х номінаціях. У конкурсі брали участь українські фільми, вироблені у 2016 році, а також українські фільми, що вийшли до кінотеатрального прокату 2016 року.
Номінацію «Найкращий ігровий фільм» цього року було знято рішенням Журі Премії НСКУ через відсутність конкурсу. Натомість, вирішено вручити дві премії в номінації «Найкращий фільм-дебют», що відповідає новій концепції Премії НСКУ, яка відтепер більше зосереджена на підтримці молодих кінематографістів.
Лауреатів Премії НСКУ нагороджено пам'ятними призами і дипломами .

## Список лауреатів та номінантів

### Найкращий неігровий фільм
| «Десять секунд» реж. Юлія Гонтарук                              |
| «Загальний зшиток», реж. Юля Лазаревська                        |
| «Контури», реж. Олег Чорний, Валерій Балаян, Олексій Радинський |
| «У відриві», реж. Сергій Волков                                 |

### Найкращий анімаційний фільм
| «Микита Кожум'яка» реж. Манук Депоян |
| «Кобзар 2015», реж. Богдан Шевченко  |
| «Лахмітко», реж. Олег Педан          |

### Найкращий короткометражний фільм
| «24» реж. Станіслав Битюцький                 |
| «Обмінний матеріал»", реж. Юрій Марташевський |
| «Уроки музики»", реж. Ігор Малахов            |

### Найкращий фільм-дебют
| «Виклик», реж. Олег Харченко «Спогади мерця», реж. Микола Засєєв |
| «May be», реж. Наталія Давиденко                                 |

### Інші нагороди
- Дипломи Асоціації кінокритиків НСКУ найкращим українським фільмам року за результатами опитування Бюро української кіножурналістики «Підсумки українського кінопрокату та кінопроцесу — 2016»:
  - Найкращий український фільм 2016 року — «Моя бабуся Фані Каплан», реж. Олена Дем'яненко
  - Найкращий український ігровий фільм 2016 року — «Гніздо горлиці», реж. Тарас Ткаченко
  - Найкращий український неігровий фільм 2016 року — «Українські шерифи», реж. Роман Бондарчук
  - Найкращий український анімаційний фільм 2016 року — «Микита Кожум'яка», реж. Манук Депоян
  - Найкращий український короткометражний фільм 2016 року — «Цвях», реж. Філіп Сотниченко
  - Найкращий український фільм-дебют 2016 року — «Varta1, Львів, Україна», реж. Юрій Грицина
- Спеціальна премія імені Олександра Довженка за видатний внесок в українське та світове кіномистецтво:
  - Євген Сивокінь, режисер анімаційного кіно, художник, педагог, заслужений діяч мистецтв України.